# Polyrhachis turneri
Polyrhachis turneri é uma espécie de formiga do gênero Polyrhachis, pertencente à subfamília Formicinae.